# Indian Super League
Indian Super League (ISL) là một giải bóng đá chuyên nghiệp nam tại Ấn Độ. Giải đấu có tên chính thức là Hero Indian Super League theo tên nhà tài trợ. Hiện giải đấu là hạng đấu cao nhất trong hệ thống các giải bóng đá Ấn Độ (trước mùa giải 2022-23, đứng cùng giải vô địch quốc gia I-League). Giải đấu diễn ra từ tháng Chín tới đầu tháng Ba năm sau, với vòng chung kết xác định đội vô địch Cúp ISL vào giữa tháng Mười hai.
Indian Super League được thành lập năm 2013 trong một nỗ lực thúc đẩy bóng đá trở thành môn thể thao hàng đầu tại Ấn Độ cũng như đưa bóng đá Ấn Độ lên tầm quốc tế. Giải đấu hiện gồm tám đội từ khắp cả Ấn Độ, với bốn trong năm thành phố có dân số đông nhất có đại diện tại giải đấu (Bangalore xuất hiện từ mùa giải 2017-18, qua đó cả 5 thành phố đông dân nhất hiện đều có đại diện). Không giống như các giải đấu bóng đá khác khắp thế giới, ISL là một trong số ít các giải đấu không có lên xuống hạng mà thay vào đó là nhượng quyền thương mại dựa trên hệ thống giải cricket Twenty20, Indian Premier League, Major League Soccer của Hoa Kỳ và Canada, và A-League của Úc. Kể cả khi giải đấu trở thành hạng đấu cao nhất duy nhất từ mùa giải 2022-23, giải vẫn chưa kích hoạt hệ thống xuống hạng với I-League, nhưng đã cho phép đội đứng đầu I-League lên chơi tại giải.
Đã có hai đội vô địch Indian Super League kể từ mùa giải mở màn. Atlético de Kolkata vô địch năm 2014 còn Chennaiyin vô địch năm 2015.

## Các đội
Hiện tại, Indian Super League có 13 đội bóng đến từ 11 bang khác nhau của Ấn Độ. Cả năm thành phố đông dân nhất đều có đại diện tại Indian Super League. Không giống như các giải bóng đá khác, ISL không sử dụng hệ thống xuống hạng (mới chỉ áp dụng hệ thống lên hạng kể từ mùa giải 2022-23). Giải đấu chỉ có hai trận derby chính là derby miền Nam giữa Chennaiyin và Kerala Blasters, và trận derby Maharashtra giữa Mumbai City và Pune City.
Hiện mỗi đội được đăng ký tối đa 25 cầu thủ trong đội hình và tối thiểu là 22. Tối đa mười một cầu thủ người nước ngoài và tối thiểu là tám cầu thủ mỗi đội. Mỗi đội phải đăng ký tối thiểu một cầu thủ marquee và phải được ban tổ chức phê chuẩn. Còn lại phải là các cầu thủ Ấn Độ, hai trong số đó là những cầu thủ U-23.

## Thành tích

### Kết quả chung cuộc
| Mùa giải | Ngày        | Vô địch             | Tỉ số     | Á quân          | Địa điểm                      | Khán giả | Cầu thủ xuất sắc nhất giải | Thua bán kết                       |
| -------- | ----------- | ------------------- | --------- | --------------- | ----------------------------- | -------- | -------------------------- | ---------------------------------- |
| 2014     | 20 tháng 12 | Atlético de Kolkata | 1–0       | Kerala Blasters | Sân vận động DY Patil         | 36,484   | Iain Hume                  | Chennaiyin, Goa                    |
| 2015     | 20 tháng 12 | Chennaiyin          | 3–2       | Goa             | Sân vận động Fatorda          | 18,477   | Stiven Mendoza             | Atlético de Kolkata, Delhi Dynamos |
| 2016     | 18 tháng 12 | Atlético de Kolkata | 1–1 (4–3) | Kerala Blasters | Sân vận động Jawaharlal Nehru | 54,146   | Florent Malouda            | Delhi Dynamos, Mumbai City         |
| 2017–18  | 17 tháng 3  | Chennaiyin          | 3–2       | Bengaluru       | Sân vận động Sree Kanteerava  | 25,753   | Sunil Chhetri              | Goa, Pune City                     |

### Vô địch theo đội bóng
| Câu lạc bộ      | Vô địch | Á quân | Mùa vô địch      |
| --------------- | ------- | ------ | ---------------- |
| ATK             | 3       | 0      | 2014, 2016, 2020 |
| Chennaiyin      | 2       | 1      | 2015, 2018       |
| Bengaluru       | 1       | 1      | 2019             |
| Kerala Blasters | 0       | 2      | —                |
| Goa             | 0       | 2      | —                |

## Kỷ lục cầu thủ
Số liệu dưới đây là tính tổng. Đậm chỉ cầu thủ hiện đang thi đấu tại ISL và câu lạc bộ hiện tại của họ.
| Hạng | Cầu thủ            | Năm       | Đội     | Trận |
| ---- | ------------------ | --------- | ------- | ---- |
| 1    | Iain Hume          | 2014–     | KB, ATK | 32   |
| 2    | Grégory Arnolin    | 2014–2015 | FCG     | 31   |
| 3    | Borja Fernández    | 2014–     | ATK     | 30   |
| 4    | Gustavo Marmentini | 2014–2015 | DD      | 29   |
| 5    | Arnab Mondal       | 2014–     | ATK     | 28   |
| 5    | Bernard Mendy      | 2014–     | CFC     | 28   |
| 5    | Hans Mulder        | 2014–     | DD, CFC | 28   |
| 8    | Dhanachandra Singh | 2014–     | CFC     | 27   |
| 8    | Harmanjot Khabra   | 2014–     | CFC     | 27   |
| 8    | Ofentse Nato       | 2014–     | ATK     | 27   |

| Hạng | Cầu thủ            | Năm       | Đội            | Bàn |
| ---- | ------------------ | --------- | -------------- | --- |
| 1    | Stiven Mendoza     | 2014–2015 | CFC            | 17  |
| 2    | Iain Hume          | 2014–     | KB, ATK        | 16  |
| 3    | Elano              | 2014–2015 | CFC            | 12  |
| 4    | Jeje Lalpekhlua    | 2014–     | CFC            | 10  |
| 5    | Gustavo Marmentini | 2014–2015 | DD             | 8   |
| 6    | Bruno Pelissari    | 2014–     | CFC, DD        | 7   |
| 6    | Dudu Omagbemi      | 2014–     | FCPC, FCG, CFC | 7   |
| 6    | Reinaldo           | 2015–     | FCG            | 7   |
| 6    | Sunil Chhetri      | 2015–     | MCFC           | 7   |